# Jacqueline Veuve
 (avril 2013).
Pour les articles homonymes, voir Veuve.
Jacqueline Veuve est une cinéaste, ethnologue, documentariste et bibliothécaire suisse, née à Payerne (Canton de Vaud) le 29 janvier 1930 et morte le 18 avril 2013 à Bourg-en-Lavaux.

## Biographie
Jacqueline Veuve, après avoir fréquenté l'école secondaire et le gymnase de Lausanne, suit des études de bibliothécaire à Genève (1952-1953). Ces études la conduisent à travailler au Musée de l'Homme de Paris, où elle rencontre Jean Rouch et d'autres cinéastes de l'école ethnologique française. Dans la capitale française, Jacqueline Veuve côtoie d'autres figures éminentes de la vie intellectuelle, telles que Claude Lévi-Strauss, Edgar Morin, Michel Leiris ou encore la psychanalyste Marie Bonaparte. Elle se forme aux techniques de tournage dans le département des films ethnographiques et sociologiques du CNRS et de l'UNESCO.
En 1958, alors qu'elle se trouve en Suisse, Luc de Heusch propose à Jacqueline Veuve de travailler comme scripte pour un documentaire sur Magritte. Jacqueline Veuve réalise ensuite un documentaire pour l'Exposition nationale de 1964. Elle s'associe à Yves Yersin pour Le Panier à viande (1966), un court métrage, tourné dans le terroir vaudois, qui lance sa carrière de cinéaste. Après l'obtention d'un diplôme d'institutrice à l'école normale de Lausanne, Jacqueline Veuve va à la Kunstgewerberschule de Zurich suivre un cours de six mois consacré aux techniques du septième art. Dès 1966, année de son engagement en tant que cinéaste professionnelle au Cycle d'orientation de l'enseignement secondaire genevois, Jacqueline Veuve tourne des films documentaires, de montage et de témoignages. Durant son séjour à Boston (1972-1973), Jacqueline Veuve retrouve et travaille avec Richard Leacock, directeur du Massachusetts Institute of Technology, Section Film, Cambridge. Elle réalise quatre courts métrages. De retour en Suisse, Jacqueline Veuve tourne avec Willy Rohrbach un long métrage qui assoit sa réputation : La Mort du grand-père (1978), un documentaire sociologique sélectionné au Festival de Locarno en 1978. 
Elle réalise par la suite de nombreux documentaires et deux fictions (Parti sans laisser d'adresse, présenté à Cannes et primé plusieurs fois, et L'Évanouie). Jacqueline Veuve signe une soixantaine de films, à caractère essentiellement anthropologique et ethnographique, en Suisse, en France ou aux États-Unis. Ils sont présentés dans de nombreux festivals internationaux. La filmographie de Jacqueline Veuve peut s'enorgueillir de nombreuses distinctions, tant en Suisse qu'à l'étranger (Paris, Munich, Chicago). Elle reçoit en 1991 le prix du scénario pour L'Évanouie par le Crédit foncier vaudois, ainsi que le grand prix de la Fondation vaudoise pour la promotion et la création artistiques (1991). Jacqueline Veuve tourne encore notamment Les Lettres de Stalingrad (1972), Swiss Graffiti (1975), Les émotions helvétiques (1991), L'Homme des Casernes (1994), Ma rue raconte (1996) et Journal de Rivesaltes 1941-1942 (1997) (prix du cinéma suisse 1998, meilleur documentaire). 
Jacqueline Veuve est morte en avril 2013 des suites d'une longue maladie,. En 2014, les archives de la cinéaste sont déposées à la Cinémathèque suisse. En 2025, la municipalité de Lausanne propose de renommer une placette au boulevard de Grancy en "Place Jacqueline Veuve".

## Filmographie
- 1966 : Le Panier à viande (coréalisation avec Yves Yersin)
- 1967 : Dimanche de pingouins
- 1972 : Les Lettres de Stalingrad
- 1972 : La Grève générale de 18
- 1973 : Genève, le 9 novembre 1932
- 1974 : No More Fun, No More Games
- 1975 : Swiss Graffiti
- 1975 : Susan
- 1978 : La Mort du grand-père ou Le Sommeil du juste (long métrage)
- 1979 : L'Avenir à 15 ans
- 1981[8] : Parti sans laisser d'adresse ; collaboration au scénario d'Eric de Kuyper
- 1986 : Parlez-moi d'amour
- 1987 : Armand Rouiller
- 1987 : La Filière
- 1987 : Le Sable rose de montagne
- 1988 : Claude Lebet, luthier
- 1988 : Michel Marlétaz, boisselier
- 1988 : François Pernet, scieur-sculpteur
- 1988 : Les Frères Bapst, charretiers
- 1988 : O. Veuve et J. Doutaz, tavillonneurs
- 1989 : Marcellin Babey, tourneur
- 1990 : Chronique paysanne en Gruyère
- 1991 : Visages suisses, co-réalisation du film officiel pour le 700e anniversaire de la Confédération Suisse. Sketch consacré à François Junod (fabricant d'automates)
- 1991 : Les Émotions helvétiques fait partie de la série de douze films Film du cinéma suisse, réalisés à la demande de Freddy Buache. Cet épisode est consacré aux années 1930. Scénario d'Eric de Kuyper. 26 minutes.
- 1992 : Arnold Golay, fabricant de jouets
- 1992 : Les Métiers du bois
- 1994 : L'Homme des casernes
- 1994 : L'Évanouie (téléfilm)
- 1995 : Oh ! Quel beau jour
- 1996 : Ma rue raconte (série de portraits)
- 1997 : Balade fribourgeoise avec Dominique de Rivaz
- 1997 : Journal de Rivesaltes 1941-1942
- 1999 : Chronique vigneronne
- 2000 : Delphine Seyrig, portrait d'une comète (documentaire télé)
- 2000 : Le Salaire de l'artiste (coréalisation)
- 2000 : Le Chalet du cœur
- 2002 : Jour de marché
- 2005 : La Nébuleuse du cœur
- 2005 : La Petite Dame du Capitole
- 2005 : Irène Reymond artiste peintre 1902-1998
- 2008 : Un petit coin de paradis
- 2010 : C'était hier
- 2012 : Vibrato

## Récompenses et distinctions
- 1972 Prix Cinéma et Jeunesse à Cannes pour Les Lettres de Stalingrad
- 1987 Prix Stella di Gibellina, Italie - Diable d'or
- 1987 Prix spécial de la SSR au Festival international du film alpin
- 1989 Prix de la Mission du Patrimoine Ethnographique, 8e Bilan du Film Ethnographique, musée de l'Homme, Paris[9]
- 1989 Primée au Festival du film des Diablerets (Suisse)
- 1992 Prix d'honneur au Festival de Munich
- 1991 Chicago International Gold Hugo Award
- 1991 grand prix de la Fondation vaudoise pour la culture
- 1998 Prix du cinéma suisse, meilleur documentaire pour Journal de Rivesaltes 1941-1942
- 2011 Prix culturel Leenaards
- 2013 Prix d'honneur du cinéma suisse pour l'ensemble de sa carrière

### Documentaire
- 2005 : Chère Jacqueline de Dominique de Rivaz